# Introdacqua
Introdacqua est une commune de la province de L'Aquila dans les Abruzzes en Italie.

## Histoire
- La Tour d'Introdacqua, donjon médiéval du XIIe siècle

## Administration
| Période                                  | Période  | Identité           | Étiquette               | Qualité |
| ---------------------------------------- | -------- | ------------------ | ----------------------- | ------- |
| 14 juin 2004                             | En cours | Giuseppe Giammarco | Solidarietà e Progresso |         |
| Les données manquantes sont à compléter. |          |                    |                         |         |

### Hameaux
Cauze, Cantone, Mastroiacovo, Pannate, Santa Maria Frascati

### Communes limitrophes
Bugnara, Pettorano sul Gizio, Scanno, Sulmona